# Raison (Adelsgeschlecht)

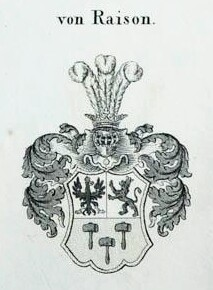
Wappen derer von Raison

Raison ([/ʁɛ.zɔ̃/]; russisch Резон(ъ); lettisch Rezons) ist der Name eines deutschbaltischen Adelsgeschlechts.

## Geschichte
Der Familienname Raison entstammt dem Französischen und bedeutet „Grund“, „Vernunft“, „Rationalität“.
Als erster bekannter Vertreter des Geschlechts gilt der Professor der Logik und Metaphysik am Gymnasium Coburg Jean Ferdinand Raison († 1764), ein reformierter französischer Flüchtling aus Paris. Mit ihm und seiner Gattin Emilie Charlotte (geb. Badon) beginnt auch die durchgängige ununterbrochene Stammreihe der Familie.
Am 21. Oktober 1787 erging durch König Friedrich Wilhelm II. von Preußen die preußische Nobilitierung an Friedrich Wilhelm von Raison (1726–1791).
Mit Beschluss vom 18. März 1850 unter Bezug auf ein Gutachten vom 21. Februar 1850 wurde der russische Erbadel an mehrere Glieder der Familie verliehen. Die Entscheidung wurde im St. Petersburger Senats-Anzeiger vom 31. März 1850 bekanntgegeben und ist unterzeichnet von Vorsitzenden des Staatsrats Alexander Iwanowitsch Tschernyschow. Die Familie war infolgedessen berechtigt sich in den vierten Teil des Adligen Geschlechtsbuches einzutragen.
Die Familie war nicht in der Kurländischen Ritterschaft immatrikuliert, obwohl in Kurland von der ersten Generation bis zum Ersten Weltkrieg der Lebens- und Wirkungsmittelpunkt des Geschlechts bestand.
Wenigstens sechs Glieder der Familie wurden Pastoren.

## Wappen
Das Wappen (1787) im halbgespaltenen und geteiltem Schild, zeigt oben vorn  den königlich gekrönten goldbewehrten schwarzen preußischen Adler mit goldenen Kleestängel in den Flügeln, hinten  einen gekrönten roten Löwen (Herzogtum Kurland) und unten in Gold drei (3:1) grüne Schlägel (Stammwappen). Auf dem gekrönten Helm mit grün-silbern-golden vermischten Decken drei Straußenfedern (silbern, golden, silbern).

## Angehörige
1. Friedrich Wilhelm von Raison (1726–1791), preußischer Geheimrat, kurländischer Staatsmann, ⚭ 1772 in Mitau Anna Sophia Recke (1748–1820), eine Schwester von Johann Friedrich von Recke
  1. Johann Georg Wilhelm von Raison (1775–1836), Pastor zu Groß-Autz, ⚭I 1803 Luise Wehrt († 1809), Tochter von Karl Dietrich Wehrt, ⚭II 1811 Charlotte Wilhelmine Bursy[4]
    1. Wilhelm Karl von Raison (1806–1863), Pastor in Windau
      1. August Friedrich Karl von Raison (1843–1915), Senator, ⚭ 1875 Nadežda Ivanovna Busko
        1. Wilhelm von Raison (1879–1928), Staatssekretär für Finnland, ⚭ Leonidoj Leonidovnoj
          1. Igumenija Serafima (1914–1999)

    2. Ernst August von Raison (1807–1882), Geistlicher, ⚭ 1836 Louise Catharina von Böhlendorff (1811–1878)
      1. Julius Hermann Heinrich von Raison (1845–1899), Geistlicher, ⚭ 1879 Maria Louise Julie Mühlendorff (1849–1934)[5]
        1. August Siegfried Gustav von Raison (1878–1947), Pastor, ⚭ 1910 Louise Ina Sophie Charlotte Bordehl von Bordelius (1882–1963)[6]
        2. Johannes von Raison (1881–1956), Geistlicher, ⚭ 1909 Ina Adelheid von Bötticher (1891–1973)[7]
        3. Theodor Alexander Emanuel von Raison (1886–1960)[8]
          1. Hans-Joachim von Raison (1912–1971), vom 1. November 1932 bis zum 23. März 1933 im Fach Theologie an der Universität Rostock immatrikuliert.[9] ⚭ 1941 in Berlin Anna Luise von Krosigk,[10][11] Tochter des Reichsfinanzministers Johann Ludwig Graf Schwerin von Krosigk; Oberleutnant 01.06.1938, Oberstleutnant (20.04.1945). Vom 15. August 1944 bis Februar 1945 als Major i. G. der Generalstabsoffizier Ia des XXXXIII. Armeekorps, danach Kommandeur des Artillerie-Regiments 32 der 32. Infanterie-Division, am 20. April 1945 zum Oberstleutnant befördert.[12][13]

  2. Charlotte Christiane von Raison (1778–1795), ⚭ Carl Christian Schiemann (1763–1835), Arzt